# BeBook

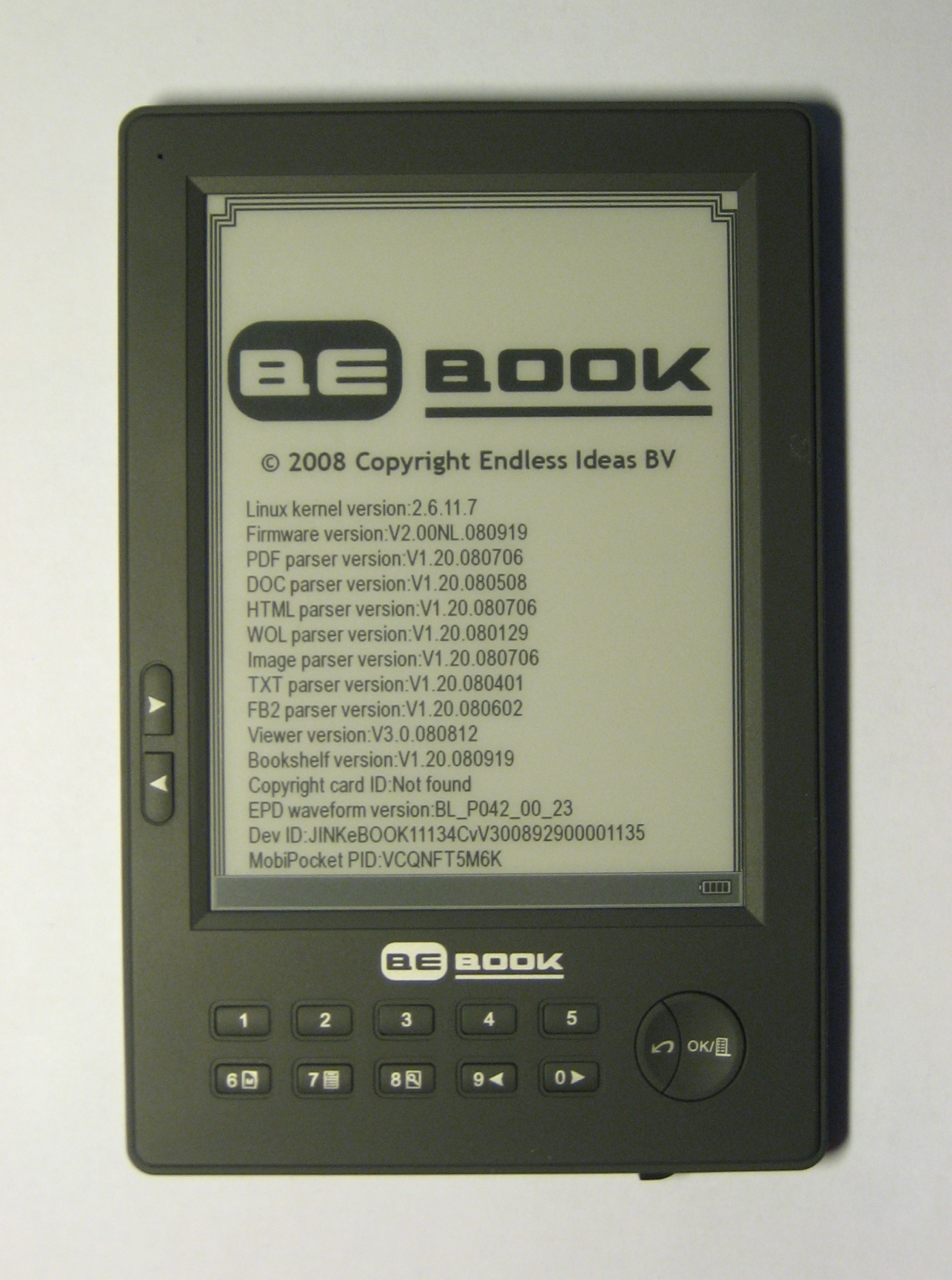
BeBook

BeBook ist der Handelsname für den E-Book-Reader Hanlin V3 des chinesischen OEM-Herstellers Jinke, wie es vom niederländischen Unternehmen Endless Ideas vertrieben wurde. Das Display basiert auf der Technologie des elektronischen Papiers. Das Gerät wurde zudem unter folgenden Namen in Lizenz vertrieben:
- EZ Reader (USA)
- Walkbook (Türkei)
- Lbook V3 (Ukraine)
- Koobe (Ungarn)
- Papyre (Spanien)

## Technische Daten
| Merkmal              | Beschreibung |
| -------------------- | --- |
| Bildschirm           | passiv; 6 Zoll |
| Anschlüsse           | Kartenleser für SD Memory Card (max. 4 GB), USB-1.1-Anschluss                                                          |
| Abmessung            | 18,4 cm (Länge) × 12,0 cm (Breite) × 1,0 cm (Dicke)                                                                    |
| Gewicht              | 220 g (einschließlich der Batterie)                                                                                    |
| Bilddiagonale        | 15,5 cm (6 Zoll), Auflösung 600 × 800 Pixel (160 ppi), 4 Graustufen                                                    |
| Speicher             | 512 MB |
| Unterstützte Formate | pdf, mobi, prc, epub, lit, txt, fb2, doc, html, rtf, djvu, wol, ppt, mbp, chm, bmp, jpg, png, gif, tifv, rar, zip, mp3 |
| Betriebssystem       | Linux |
| Prozessor            | Samsung Arm9 200 MHz                                                                                                   |

## Alternatives Betriebssystem
Mit der freien und quelloffenen Linux-Distribution OpenInkpot steht ein alternatives Betriebssystem für den Hanlin V3 alias BeBook bereit.